# Limnephilus nogus
Limnephilus nogus är en nattsländeart som beskrevs av Ross 1944. Limnephilus nogus ingår i släktet Limnephilus och familjen husmasknattsländor. Inga underarter finns listade i Catalogue of Life.